# Pays de Nied
Pour les articles homonymes, voir Nied (homonymie).
Le pays de Nied est la région de Boulay-Moselle, Bouzonville et Faulquemont, dans le département de la Moselle, c'est aussi une petite partie du land allemand de Sarre. Il tire son nom des deux rivières qui le traversent, la Nied française et la Nied allemande, qui finissent par se rejoindre à Condé-Northen, en amont de Boulay. 

Sur le plan linguistique, le bassin de la Nied est le cœur du domaine du francique mosellan.

## Géographie
Il y a une différence territoriale entre le « pays de Nied traditionnel » et celui qui a été délimité par les autorités touristiques, dans le cadre des grands sites de Moselle :
D'après la carte de l'association Gau un Griis, le pays de Nied s'étend au nord au-delà de la frontière franco-allemande, jusqu'à Rehlingen-Siersburg en Sarre. Avant le traité de Paris de 1815, cette région faisait entièrement partie du département de la Moselle.
Fondé en 1988, le Syndicat Mixte à Vocation Touristique (SMVT) du Pays de Nied, comprenait l’ancien arrondissement de Boulay-Moselle, ainsi que cinq communes limitrophes : Raville, Burtoncourt, Charleville-sous-Bois, L’Hopital et Saint-Avold. À la suite de la loi Notre, ce syndicat a été supprimé fin 2016,.

## Toponymie
- Anciennes mentions : Nitachova ou Nitachowa (870), Pagus Nedinse ou Nedinze (909), Pagus Niden (1179), Niedgow et Niedgau (sans date)[5].
- En allemand : Niedland.

## Culture
D'après le recensement INSEE de 1962, les cantons de Boulay-Moselle et Bouzonville avaient 60 à 80 % de locuteurs du francique lorrain. Ainsi que 40 à 60 % de locuteurs pour le canton de Faulquemont.
Dans plusieurs villages de la Nied, les sobriquets sur les villageois qui incluent le cochon (Schwinn et Schwein) sont assez fréquents, car l'animal y était très présent autrefois. Le défaut qui est attribué au cochon dans le pays de Nied n'est pas la saleté ou la grossièreté, mais l'avarice et la radinerie.

### Fêtes et traditions
Nikloosdach (la Saint-Nicolas) le 6 décembre, mettant en scène Nikloos (saint Nicolas) et Ruppknecht alias Knechtrupprecht (le Père Fouettard).
Chréschtdach (jour du christ / Noël) : Avant que le Père Noël existe, il était coutume d'accueillir chez soi le 24 décembre au soir, la Chréschtkéndchen / Chréschtkéndschen (Christkindel), une jeune fille habillée tout en blanc qui s'introduisait discrètement dans une pièce de la maison, puis elle était annoncée par le tintement d'une clochette ou par un bruit fort. À la suite de ça elle apparaissait devant le sapin pour distribuer les cadeaux aux enfants.
Les trois jours avant le dimanche de pâques (oschtern), on peut rencontrer dans les rues des villages mosellans des Klabberbouwen alias Klepperbuwe (crécelleurs), qui matin midi et soir annoncent à coup de Klabber / Klepper (crécelles) l'angélus et les offices divins, remplaçant les cloches parties à Rome. En Moselle germanophone ce n'est d'ailleurs pas ces mêmes cloches qui dispersent œufs et friandises de pâques à leur retour de Rome, mais der Oschterhaas (le lièvre de pâques),.
Rommelbootzennaat / Rommelbootzenaat (nuit des betteraves grimaçantes en francique lorrain) est une tradition célébrée en Moselle la veille de la Toussaint, essentiellement dans le Pays de Nied (par exemple à Freistroff) et dans une partie du land de Sarre voisin. La veille de la Toussaint, les enfants sculptent des têtes grimaçantes dans des betteraves, légumes dont la récolte marque la fin des travaux des champs. Éclairées par la lumière d'une bougie, les têtes sont déposées sur les rebords de fenêtres, des puits, les murs des cimetières ou aux croisements des chemins pour effrayer les passants. Cette fête a continué à être célébrée bien avant le retour en Europe de la mode d'Halloween à la fin des années 1990.
Hexennaat / Hexenaat (nuit des sorcières), durant la nuit du 30 avril au 1er mai les villages du Pays de Nied sont visités par les sorcières, qui dit-on, chamboulent tout sur leur passage. Ce sont en fait les jeunes gens des villages (parfois aidés par des adultes) qui s'occupent de faire cela et donc de déplacer tout ce qu'ils trouvent.
« de Bouche à Oreilles », festival de  Contes  et  Légendes en  Pays de Nied, depuis 1994.

## Organisation

### Partie allemande
| Localité    | Nom en sarrois               |
| ----------- | ---------------------------- |
| Eimersdorf  | Ämeschdroff                  |
| Fremersdorf | Fremersdroff, Freemerschdorf |
| Fürweiler   | Ferrweiler                   |
| Gerlfangen  | Gäärlefangen                 |
| Hemmersdorf | Hemeschdroff                 |
| Niedaltdorf | Altdroff                     |
| Rehlingen   | Reelinge                     |
| Siersburg   | Siirsbursch                  |

### Partie française
Les communes, anciennes communes, hameaux et lieux-dits du Pays de Nied par canton (avant redécoupage cantonal 2014).
Canton de Boulay-Moselle
| Localité              | Nom en platt                 | Nom allemand (avant 1871) |
| --------------------- | ---------------------------- | ------------------------- |
| Bannay                | n.c.                         | Bizing                    |
| Bettange              | Bétting                      | n.c.                      |
| Bionville-sur-Nied    | Bingen, Béngen               | Bingen                    |
| Bisten-en-Lorraine    | Beschten ém Loch             | Bisten Im Loch            |
| Bockange              | Buchingen                    | Buchingen                 |
| Boucheporn            | Boschborn                    | n.c.                      |
| Boulay-Moselle        | Bolchin                      | Bolchen                   |
| Brecklange            | Bréichling                   | Brichlingen               |
| Brouck                | Brouchen                     | Bruchen                   |
| Colming               | n.c.                         | Kolmingen                 |
| Condé                 | Konchen                      | Contchen                  |
| Coume                 | Kum                          | Kumm, Kuhmen              |
| Denting               | Denting                      | Dentingen                 |
| Drogny                | Drechéngen                   | Trechingen                |
| Éblange               | Eibling                      | Eblingen                  |
| Gomelange             | Gelmingen                    | Gelmingen                 |
| Guerting              | Guerténgen, Gerténgen        | n.c.                      |
| Guinkirchen           | Gängkerchin                  | Gehnkirchen               |
| Guirlange             | Girling                      | Girlingen                 |
| Halling-lès-Boulay    | Halling                      | Hallingen                 |
| Ham-sous-Varsberg     | Homm                         | n.c.                      |
| Helstroff             | Helschtroff                  | n.c.                      |
| Hinckange             | Hängking                     | Heinckingen               |
| Holling               | Holléngen                    | n.c.                      |
| Leovillers            | n.c.                         | Lauweiler                 |
| Loutremange           | n.c.                         | Lautermingen              |
| Macker                | Machern                      | n.c.                      |
| Mégange               | Mengen, Mägen                | Mengen                    |
| Momerstroff           | Momerschtroff                | Mommersdorff              |
| Morlange              | n.c.                         | Morlangen                 |
| Narbéfontaine         | Memerschbronn, Memerschbrunn | Memersborn, Memersbourn   |
| Niedervisse           | Nidderwis                    | n.c.                      |
| Obervisse             | Oberwis                      | n.c.                      |
| Ottonville            | Ottendroff                   | Ottendorff                |
| Piblange              | Piwlingen                    | Pieblingen                |
| Pontigny              | n.c.                         | Niedbrücken               |
| Ricrange              | Réikring                     | n.c.                      |
| Roupeldange           | Roupling                     | Ruplingen                 |
| Rurange-lès-Mégange   | Reiderching                  | n.c.                      |
| Saint-Bernard         | Remesch                      | n.c.                      |
| Téterchen             | Téterchen                    | n.c.                      |
| Valmunster            | Walminschter                 | n.c.                      |
| Varize                | Wibelskirch                  | Weibelskirchen            |
| Varsberg              | Warschberg                   | n.c.                      |
| Vaudoncourt           | n.c.                         | Wieblingen                |
| Velving               | Welwing                      | n.c.                      |
| Volmerange-lès-Boulay | Wolmeringen                  | n.c.                      |
| Zimming               | Zéming                       | Simingen                  |

Canton de Bouzonville
| Localité                    | Nom en platt                   | Nom allemand (avant 1871) |
| --------------------------- | ------------------------------ | ------------------------- |
| Aidling                     | Ädling                         | Edlingen                  |
| Alzing                      | Oljhéngen                      | n.c.                      |
| Anzeling                    | Aselingen                      | Anselingen                |
| Berviller-en-Moselle        | Beerweller                     | n.c.                      |
| Bibiche                     | Bibësch                        | n.c.                      |
| Bibling                     | Bibling                        | Büblingen                 |
| Bouzonville                 | Busendroff                     | Busendorf                 |
| Brettnach                   | Brettnachen                    | n.c.                      |
| Château-Rouge               | Roudendroff                    | Rohtendorf                |
| Chémery-les-Deux            | Scheemréch, Schemerich         | Alt et Neu Schemberg      |
| Colmen                      | Kolmen, Kulmen                 | n.c.                      |
| Cottendorff                 | Kottendroff                    | n.c                       |
| Creutzwald                  | Kritzwald, Kreizwald           | Kreuzwald                 |
| Dalem                       | Dale                           | n.c.                      |
| Dalstein                    | Doolschten, Doolsten, Duelsten | n.c.                      |
| Diding                      | Didingen                       | Didingen                  |
| Ébersviller                 | Ebeschwiller, Ewëschweller     | Ebersweiler               |
| Edling                      | Edléngen, Eedléng              | OEdlingen                 |
| Falck                       | Falk                           | n.c.                      |
| Férange                     | Feréngen, Fieréngen            | Feiringen                 |
| Filstroff                   | Félschtroff                    | Filsdorff                 |
| Freistroff                  | Freeschdroff                   | n.c.                      |
| Gaweistroff                 | Gaweischtroff                  | n.c.                      |
| Guéling                     | Gélingen                       | n.c.                      |
| Guerstling                  | Gerschlingen                   | n.c.                      |
| Guiching                    | Géchéngen                      | n.c.                      |
| Hargarten-aux-Mines         | Hargaarten                     | n.c.                      |
| Heckling                    | Hechléngen                     | Hechlingen                |
| Heining-lès-Bouzonville     | Heining                        | n.c.                      |
| Hestroff                    | Heschdrëf, Heschtroff          | n.c.                      |
| Hobling                     | Hoobléngen                     | n.c.                      |
| Ising                       | Éiséng, Éiséngen, Iséngen      | n.c.                      |
| Labrück                     | Laabréck                       | n.c.                      |
| Lacroix                     | Kräiz, Kraiz, Kreiz            | n.c.                      |
| Menskirch                   | Menschkérch, Menschkichen      | n.c.                      |
| Merten                      | Méerten                        | n.c.                      |
| Neudorff                    | Naudorf, Neidrëf               | n.c.                      |
| Neunkirchen-lès-Bouzonville | Nongkérchen                    | n.c.                      |
| Niedwelling                 | Niedwéllingen                  | n.c.                      |
| Oberdorff                   | Owerdorf                       | n.c.                      |
| Odenhoven                   | n.c.                           | n.c.                      |
| Otzwiller                   | Eutzweller, Outsweiler         | n.c.                      |
| Petite-Bibiche              | Kleen Bibésch                  | n.c.                      |
| Remeldorff                  | Reimelduerf                    | n.c.                      |
| Rémelfang                   | Remelfangen                    | n.c.                      |
| Rémering                    | Reimeringen                    | Reimeringen               |
| Rodlach                     | Roudlach                       | n.c.                      |
| Saint-François-Lacroix      | Franz                          | n.c.                      |
| Schreckling                 | Schrecklingen                  | n.c.                      |
| Schwerdorff                 | Schweerdroff                   | n.c.                      |
| Tromborn                    | Tromborren                     | n.c.                      |
| Vaudreching                 | Walachen                       | Wallerchen                |
| Villing                     | Wéllingen                      | n.c.                      |
| Vœlfling-lès-Bouzonville    | Welfling                       | n.c.                      |

Canton de Faulquemont
| Localité                   | Nom en platt                   | Nom allemand (avant 1871)       |
| -------------------------- | ------------------------------ | ------------------------------- |
| Adaincourt                 | n.c.                           | n.c.                            |
| Adelange                   | Aidlingen                      | Edelingen                       |
| Arraincourt                | n.c.                           | Armestroff                      |
| Arriance                   | n.c.                           | Argensgen                       |
| Bambiderstroff             | Bidaschtroff, Bambiderschtroff | n.c.                            |
| Basse-Vigneulles           | n.c.                           | Niederfillen                    |
| Bonehouse                  | Bonhusen                       | n.c.                            |
| Chémery-lès-Faulquemont    | n.c.                           | Chemrich                        |
| Créhange                   | Krischingen                    | Krichingen                      |
| Dorviller                  | Dorwiller                      | Dorweiler                       |
| Elvange                    | Ilwingen                       | Elwingen                        |
| Faulquemont                | Folkenburch                    | Falkenberg                      |
| Flétrange                  | Flétringen                     | Flittringen                     |
| Fouligny                   | Fillingen                      | Füllingen                       |
| Guinglange                 | Genglingen                     | Gænglingen                      |
| Hallering                  | Halleringen                    | Halleringen                     |
| Han-sur-Nied               | n.c.                           | Hon an der Nied                 |
| Hémilly                    | n.c.                           | Hemming                         |
| Herny                      | n.c.                           | n.c.                            |
| Holacourt                  | n.c.                           | n.c.                            |
| Haute-Vigneulles           | Oberfiln                       | Oberfillen                      |
| Henning                    | n.c.                           | Henningen                       |
| Herrenwald                 | Herrenwald                     | n.c.                            |
| Laudrefang                 | Lodderfang                     | Lauderfingen                    |
| Longeville-lès-Saint-Avold | Lubeln                         | Lungenfeld                      |
| Mainvillers                | Maiwilla                       | Mayweiler                       |
| Many                       | n.c.                           | Nidrum                          |
| Marange                    | Mëringen                       | Märing                          |
| Pontpierre                 | Stémbidaschtroff               | Biedersdorff, Steinbiedersdorff |
| Redlach                    | Rédlach, Redloch               | n.c.                            |
| Teting-sur-Nied            | Tétingen, Teting               | n.c.                            |
| Thicourt                   | n.c.                           | Diderich, Diderstroff           |
| Thonville                  | n.c.                           | n.c.                            |
| Tritteling                 | Trittelingen                   | n.c.                            |
| Trois Maisons              | n.c.                           | die Drey Hæuser                 |
| Vahl-lès-Faulquemont       | Wahl                           | n.c.                            |
| Vatimont                   | n.c.                           | Weltersburg                     |
| Vittoncourt                | n.c.                           | n.c.                            |
| Voimhaut                   | n.c.                           | n.c.                            |
| Zondrange                  | Sonneringen                    | Sunneringen                     |